# Ledra punctata
Ledra punctata är en insektsart som beskrevs av Walker 1851. Ledra punctata ingår i släktet Ledra och familjen dvärgstritar. Inga underarter finns listade i Catalogue of Life.